# Kanonista
Kanonista je právní odborník (znalec) zabývající se kanonickým právem, které bývá také chápáno jako součást právní vědy církevního práva.
Za kanonistu lze označit absolventa některých evropských nebo amerických vysokých škol, na kterých lze získat vzdělání v oboru kanonického práva, nebo někoho, kdo se tímto typem práva speciálně zabývá. Kanonisté získávají po absolvování uvedeného studia příslušný akademický titul – licenciát kanonického práva (ICLic.) nebo doktorát kanonického práva (ICDr.), popřípadě i jiné tituly. Kanonistou může být duchovní konkrétní církve (katolické, pravoslavné, anglikánské) nebo také, v církevním slova smyslu, laik – osoba, která nepřijala kněžské svěcení.
Jako církevní (katoličtí) myslitelé se původní kanonisté podíleli na vypracování církevního, resp. kanonického práva. Svými názory ovlivnili i vývoj ekonomického myšlení. Vycházeli zejména z myšlenek antických filozofů (například Aristotela) a dále ze Starého a Nového zákona a dalších křesťanských spisů. Mezi význačné kanonisty se řadí svatý Tomáš Akvinský, Jan Duns Scotus nebo papež Řehoř XI. O historickém vývoji, důležitých osobnostech a myšlenkových postupech tohoto oboru pojednává právní věda kanonistika, vycházející ze syntézy mezi právem a teologií.